# Tuschensee
Der Tuschensee ist ein 22,24 ha großes Naturschutzgebiet im Landkreis Oder-Spree in Brandenburg. Er liegt nördlich von Bärenklau, einem Ortsteil der Gemeinde Schenkendöbern, nördlich der L 50 und westlich der B 320.
Das Gebiet steht seit dem 20. Juni 2001 unter Naturschutz.